# Alba de Yeltes
Alba de Yeltes is een gemeente in de Spaanse provincie Salamanca in de regio Castilië en León met een oppervlakte van 22,36 km². Alba de Yeltes telt 233 inwoners (1 januari 2016).

## Demografische ontwikkeling
Bron: INE, 1857-2011: volkstellingen